# Cattleya tenuis
Cattleya tenuis — многолетнее травянистое растение семейства Орхидные.
Вид популярен в комнатном и оранжерейном цветоводстве, широко представлен в ботанических садах.
Cattleya tenuis входит в Приложение II Конвенции CITES.
 Цель Конвенции состоит в том, чтобы гарантировать, что международная торговля дикими животными и растениями не создаёт угрозы их выживанию. Приложение включает все виды, которые в данное время хотя и не обязательно находятся под угрозой исчезновения, но могут оказаться под такой угрозой, если торговля образцами таких видов не будет строго регулироваться в целях недопущения такого использования, которое несовместимо с их выживанием; а также другие виды, которые должны подлежать регулированию для того, чтобы над торговлей образцами некоторых видов из первого списка мог быть установлен эффективный контроль.

## История описания

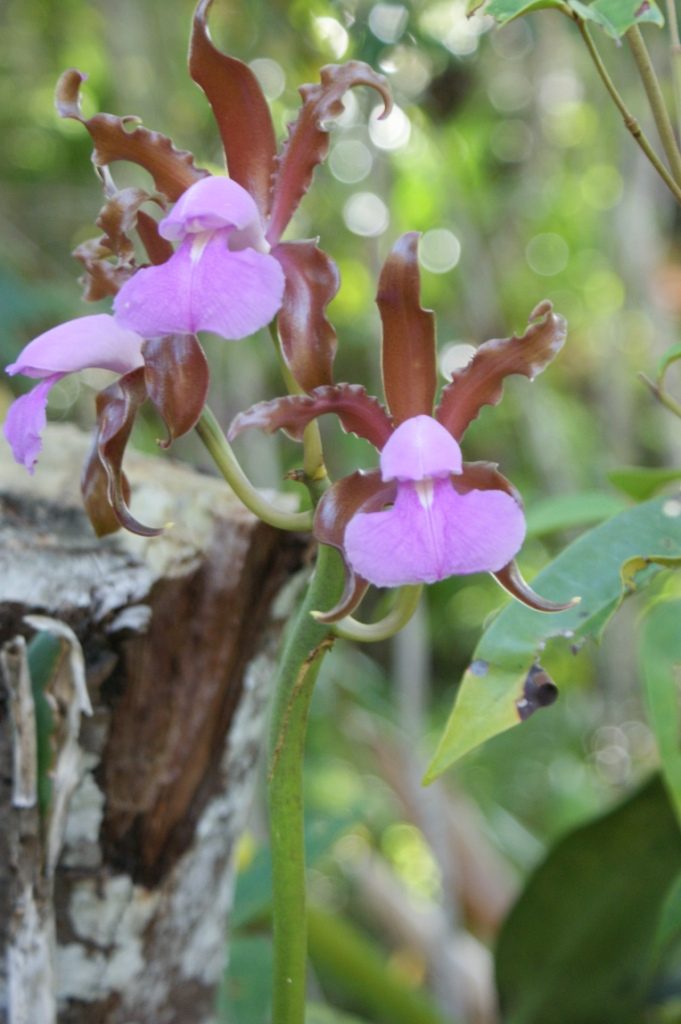

Когда и кто открыл этот вид — неизвестно, вероятно, это случилось ещё в XIX веке. В XX столетии каттлея время от времени появлялась на выставках, всегда неопознанной — то, как разновидность Cattleya granulose, то как разновидность Cattleya bicolor. Ботаники не обращали на неё внимания. И лишь в начале 80-х гг XX века Маркос Кампаччи выяснил, что имеет дело с новым видом. В 1983 году он совместно со своим другом, ботаником Ведовелло, опубликовал описание растения. Каттлея имеет тонкие и длинные прямостоячие псевдобульбы, что и отражает её название. В природе обнаружен естественный гибрид Cattleya tenuis с Cattleya elongate, названный Cattleya ×tenuata.

## Распространение
Бразилия, штаты Баия и Пернамбуку. Эпифиты, литофиты, очень редко может расти, как наземная орхидея. Растёт в сухих лесах на ветках и стволах небольших деревьев или густых кустарников, всегда невысоко над землей, встречается растущей под деревьями на замшелых скалах на высоте 800—1200 м над уровнем моря. В местах обитания каттлеи климат с холодными ночами, здесь прохладный, влажный сезон сменяется жарким и сухим. Благодаря резким перепадам температур по утрам и вечерам здесь выпадают обильные росы и туманы, что помогает растениям выживать в сухой сезон.

## Биологическое описание
Симподиальные растения средних размеров. Псевдобульбы очень тонкие, цилиндрические, двулистные, высотой могут достигать 1 метра, обычно 50—70 см. Бульбы такие тонкие, что их можно легко сломать неосторожным движением.
Листья тонкие, длинные, узкие, остроконечные, продолговатые, длиной около 30 см.
Цветонос — самый длинный среди каттлейных цветоносов, достигает длины 45 см и несет от 1—2 (обычно) до нескольких цветков.
Цветы плотной восковой текстуры, ароматные, долгоживущие, диаметром 10—12 см. Лепестки могут быть бутылочно-зелеными, коричнево-зелеными, почти коричневыми или цвета бронзы иногда с темно-коричневыми пятнами. Губа фиолетовая или глубокого розового цвета, иногда с белой каёмкой. Цветёт преимущественно осенью. Продолжительность жизни цветка — 15—20 дней.

## В культуре
Температурная группа — от умеренной до тёплой. Температуры летом: днем 24—26°С, ночью 15—16°С; зимой: днем 18—21°С, ночью 10—12°С. Температуру лучше не опускать ниже 10°С. Для нормального роста и развития растению необходимо обеспечить температурный суточный перепад (день/ночь) в 9—11°С. Освещение — яркий свет, прямое утреннее и вечернее солнце.